# Château d'Étobon
Le château d'Étobon était une place forte établie sur une colline dominant le village d'Étobon, dans le département français de la Haute-Saône, à 6 km de la ville d'Héricourt.

## Histoire
Le château était fort par sa position et par les travaux considérables qui avaient été faits. Il était situé à 167 m au-dessus du village et mesurait 220 m dans sa plus grande longueur et 60 m de large.
Le bourg castral, mentionné dès 1256, abritait à cette époque 50 familles. Il passe successivement dans les mains des ducs de Bourgogne (Eudes IV de Bourgogne) puis des comtes de Montbéliard à partir d'Henri de Montfaucon et des ducs de Wurtemberg.
Incendié et détruit par le comte de Furstemberg en 1519, seigneur de Porrentruy, il tomba en ruine ; Ulric, comte de Montbéliard, qui recouvra le château, ne crut pas devoir le remettre en état. Dès le XVIIe siècle, après le désastre de la guerre de Trente Ans, les habitants du village, avec la permission du prince de Montbéliard, en prirent une grande quantité de pierres pour la construction de maisons. Leurs descendants les imitèrent dans cette destruction.

## Vestiges
Au XXIe siècle, il ne reste que quelques traces de cet antique château.

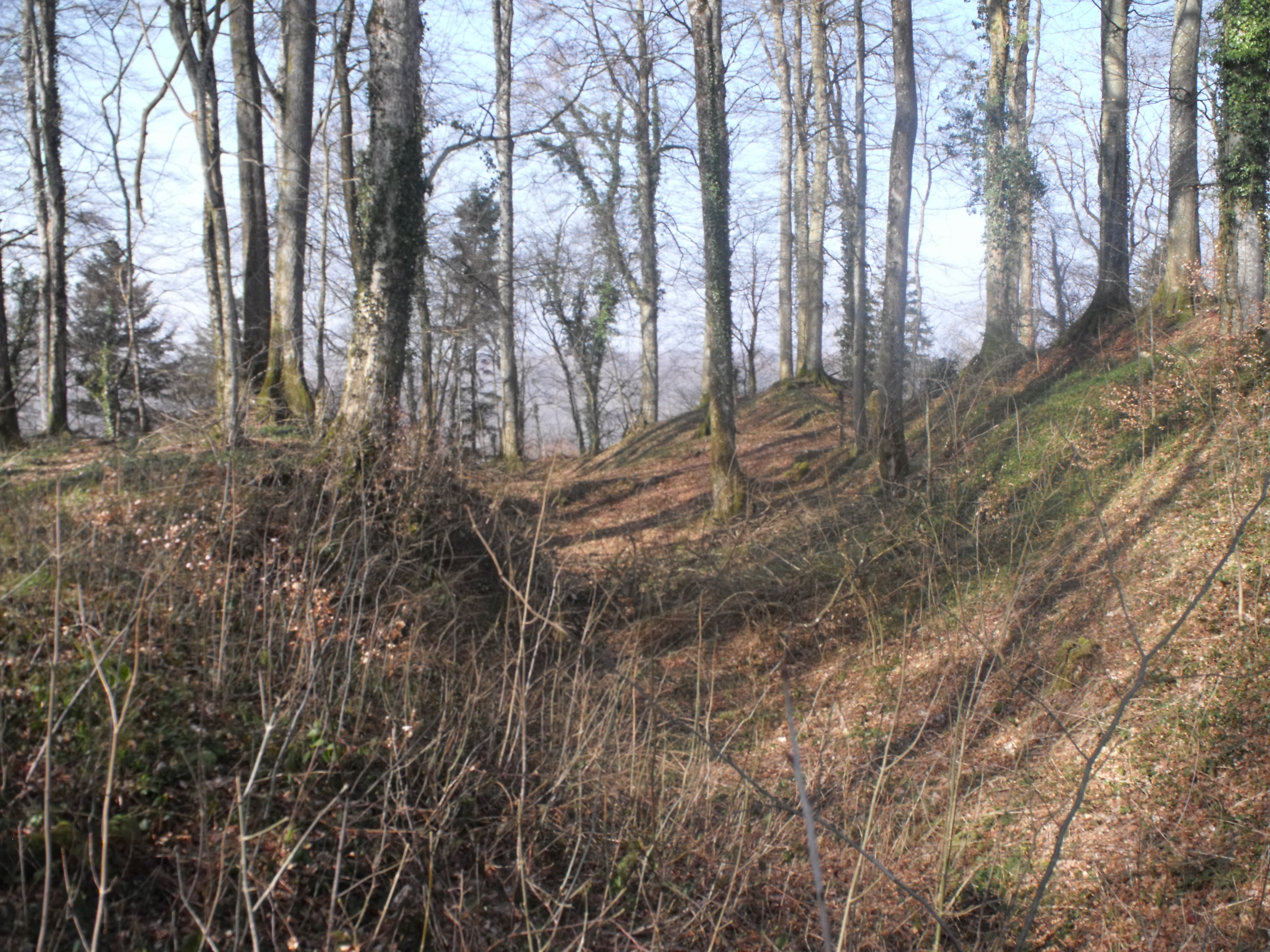
Ancien Fossé.
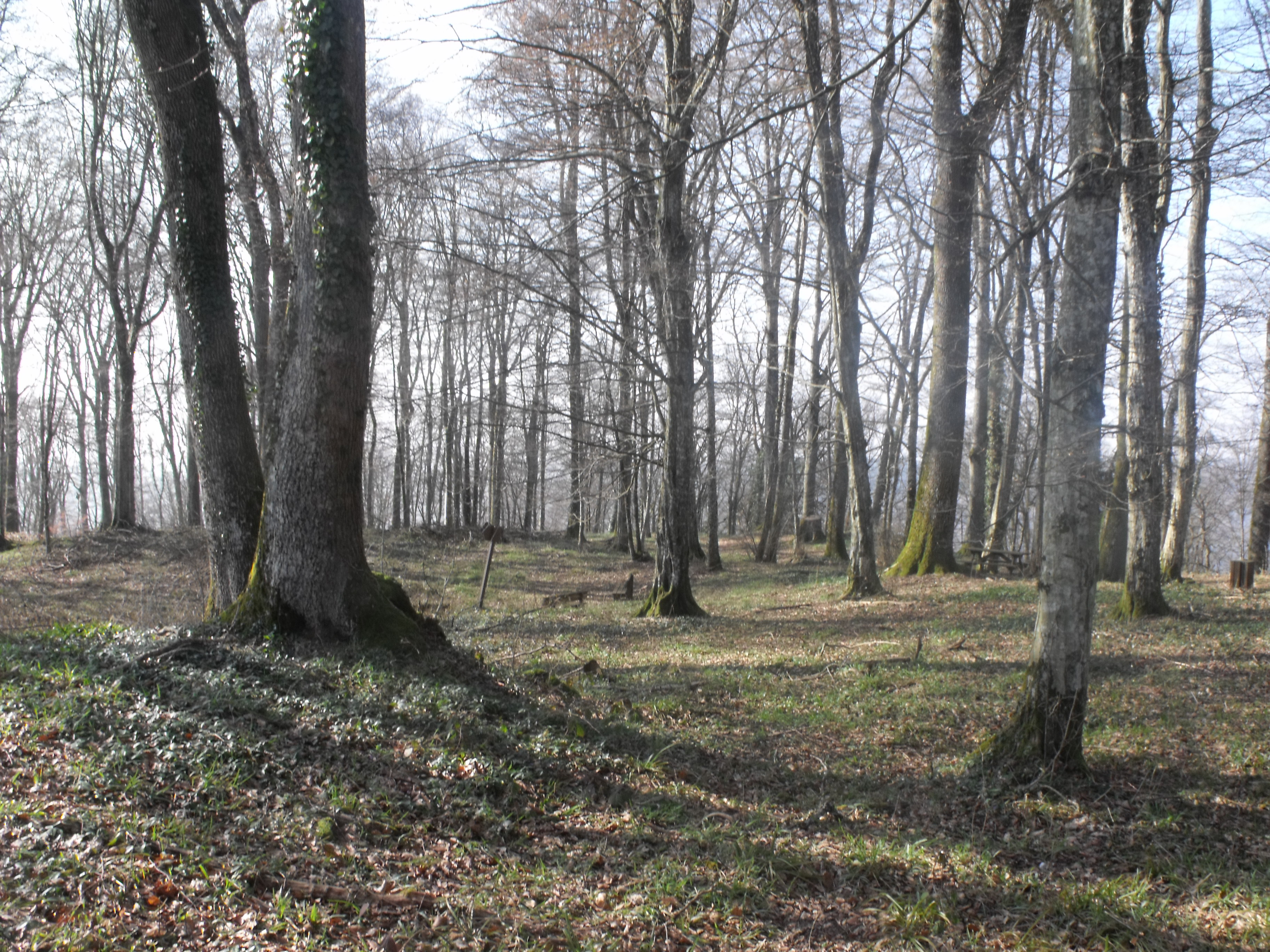
Surface terrassée ou se trouvait l'ancien château.
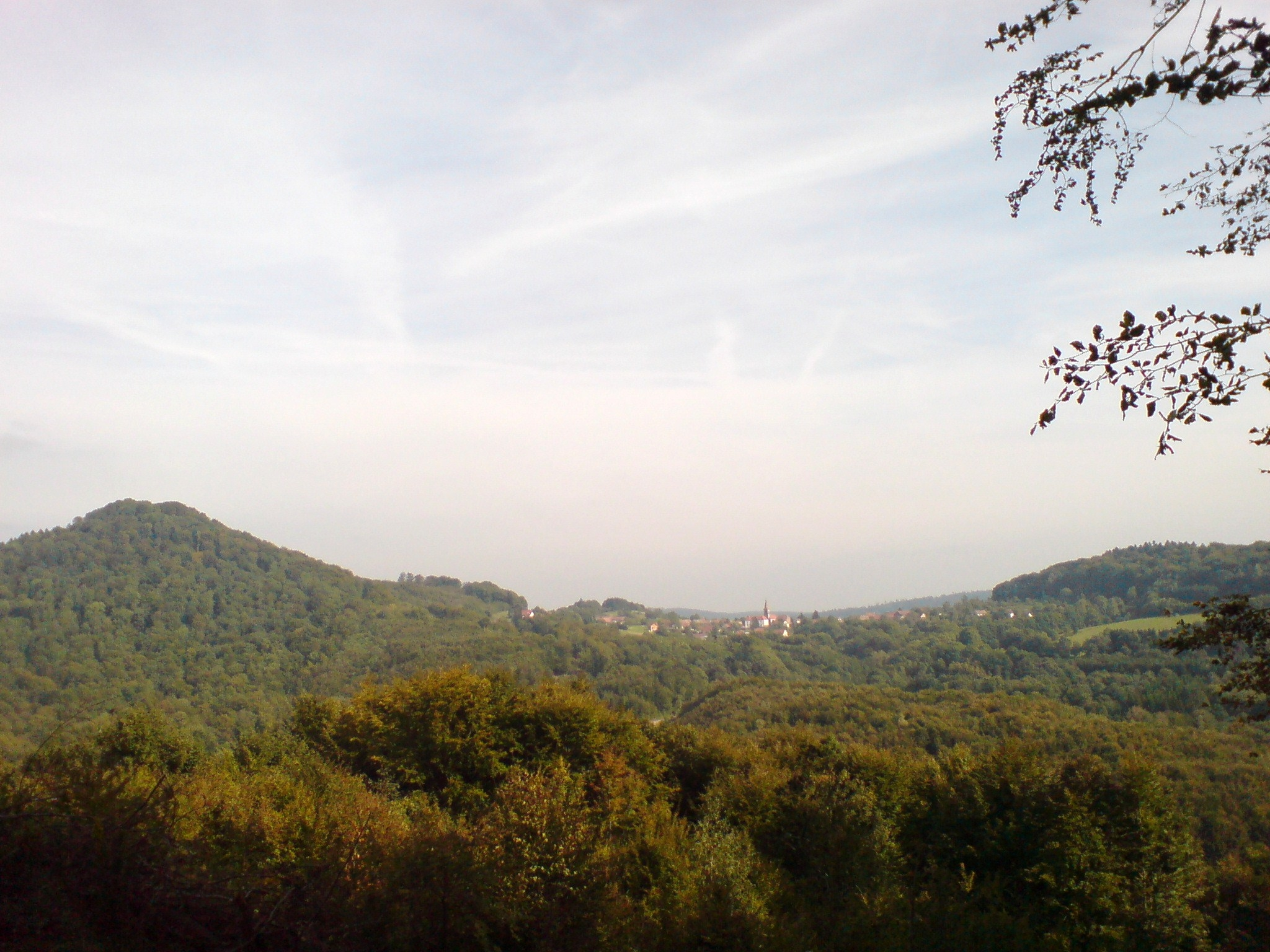
La butte féodale, à gauche.